# Мякишево (Талдомский городской округ)
Мякишево — деревня в Талдомском районе Московской области России. Входит в состав сельского поселения Квашёнковское. Население — 23 чел. (2010).

## География
Расположена на севере Московской области, в северной части Талдомского района, примерно в 6 км к северу от центра города Талдома. Связана автобусным сообщением с районным центром и центром соседнего Кимрского района — городом Кимры. Ближайшие населённые пункты — село Квашёнки и деревня Сотское.

## Население
| 1859 | 1888 | 1926 | 2002 | 2006 | 2010 |
| ---- | ---- | ---- | ---- | ---- | ---- |
| 201  | ↗202 | ↘184 | ↘13  | ↘6   | ↗23  |

## История
В «Списке населённых мест» 1862 года Мякишево — владельческая деревня 2-го стана Калязинского уезда Тверской губернии по Дмитровскому тракту, в 62 верстах от уездного города, при речке Мерзловке, с 25 дворами и 201 жителем (95 мужчин, 106 женщин).
По данным 1888 года входила в состав Талдомской волости Калязинского уезда, проживало 34 семьи общим числом 202 человека (92 мужчины, 110 женщин).
В 1915 году — 38 дворов.
Постановлением президиума ВЦИК от 15 августа 1921 года Талдомская волость была включена в состав образованного Ленинского уезда Московской губернии и стала называться Ленинской.
По материалам Всесоюзной переписи населения 1926 года — деревня Сотсковского сельского совета Ленинской волости Ленинского уезда, проживало 184 жителя (84 мужчины, 100 женщин), насчитывалось 45 хозяйств, среди которых 34 крестьянских.
С 1929 года — населённый пункт в составе Ленинского района Кимрского округа Московской области.
Постановлением ЦИК и СНК от 23 июля 1930 года округа как административно-территориальные единицы были ликвидированы. Постановлением Президиума ВЦИК от 27 декабря 1930 года городу Ленинску было возвращено историческое наименование Талдом, а район был переименован в Талдомский.
1963—1965 гг. — Мякишево в составе Дмитровского укрупнённого сельского района.
Решением Малого совета Московского областного совета народных депутатов от 15 апреля 1992 года центр Сотсковского сельсовета был перенесён в деревню Ахтимнеево, а сельсовет переименован в Ахтимнеевский.
В 1994 году Московской областной думой было утверждено положение о местном самоуправлении в Московской области, сельские советы как административно-территориальные единицы были преобразованы в сельские округа.
1994—2006 гг. — деревня Ахтимнеевского сельского округа Талдомского района.
2006—2009 гг. — деревня сельского поселения Ермолинское Талдомского района.
В 2009 году деревня Мякишево вошла в состав сельского поселения Квашёнковское Талдомского муниципального района Московской области, образованного путём выделения из состава сельского поселения Ермолинское.